# Geophis blanchardi
Geophis blanchardi är en ormart som beskrevs av Taylor och Smith 1939. Geophis blanchardi ingår i släktet Geophis och familjen snokar. Inga underarter finns listade i Catalogue of Life.
Arten förekommer med två från varandra skilda populationer i delstaterna Veracruz, Puebla och Oaxaca i sydöstra Mexiko. Den lever i bergstrakter mellan 1000 och 2300 meter över havet. Individerna vistas i skogar som domineras av tallar eller ekar samt i molnskogar. Geophis blanchardi besöker antagligen angränsande odlingsmark. Honor lägger ägg.
Landskapsförändringar påverkar beståndet troligtvis negativ. Fram till 2003 var endast fyra exemplar kända. IUCN kategoriserar arten globalt som otillräckligt studerad.